# Seymour (Oost-Kaap)
Seymour is een plaats in de Zuid-Afrikaanse provincie Oost-Kaap met 2500 inwoners.

## Subplaatsen
Het nationaal instituut voor de statistiek, Stats SA, deelt sinds de census 2011 deze hoofdplaats in in 4 zogenaamde subplaatsen (sub place):
Gomoro • Joe Slovo • Phakamisa • Seymour SP.